# Чебрець паннонський
Чебрець паннонський (Thymus pannonicus) — вид квіткових рослин родини глухокропивових (Lamiaceae).

## Біоморфологічна характеристика
Це напівкущик 10–30(40) см заввишки. Квітконосні пагони зазвичай гіллясті біля основи. Листки сидячі чи на коротких ніжках, від лінійно-ланцетних до широко-еліптичних, найбільш широкі посередині, (8)10–20(30) × 1.5–4(8) мм. Чашечка невелика, 2–3.5(5) мм завдовжки, рівномірно запушена, часто залозиста, зубці верхньої губи вузькотрикутні. Віночок порівняно невеликий. Горішки кулясті, 0.8–1 × 0.8–0.9 мм, поверхня гранульована, злегка блискуча, темно-коричнева та чорна. 2n=28.

## Поширення
Росте у Євразії від Іспанії до Сіньцзяну.
В Україні вид зростає на лугових степах, по узліссях лісів, на схилах — у Лісостепу та Степу, часто; в Криму заносне.